# Почесний громадянин міста Бровари
«Поче́сний громадяни́н мі́ста Бровари́», відповідно до офіційного положення, — найвища відзнака територіальної громади міста Бровари. Присвоюють громадянам України та інших держав, а також особам без громадянства, які своєю професійною та громадською діяльністю зробили вагомий внесок у розвиток міста, що сприяло піднесенню його авторитету як на державному, так і на міжнародному рівнях. Відзнаку надають рішенням Броварської міської ради.
З 14 серпня 2014 року звання присвоюють також посмертно.

## Підстави для присвоєння звання
Відповідно до положення про звання «Почесний громадянин міста Бровари», відзнаку надають:
- за видатні заслуги на загальнодержавному рівні в галузі науки, техніки, культури, мистецтва, фізичної культури та спорту, виховання та освіти, охорони здоров'я, охорони навколишнього середовища та забезпечення екологічної безпеки, утвердження законності, правопорядку та громадської безпеки, зміцнення миру та міжнародного співробітництва, розвитку економіки та виробництва, містобудування та архітектури, житлово-комунального господарства, підприємництва;
- за вагомий внесок у розвиток місцевого самоврядування;
- за активну громадську та благодійну діяльність;
- за особисту мужність і героїзм, проявлені під час виконання службового та громадянського обов'язку на благо міста Бровари та України.

## Особливості
- Звання «Почесний громадянин міста Бровари» присвоюють рішенням сесії Броварської міської ради напередодні Дня міста Бровари[1][2], який припадає на третю суботу вересня.
- Особа, що отримала звання «Почесний громадянин міста Бровари», має право на низку соціальних та інших пільг, які відшкодовують з місцевого бюджету Броварів[1][2].

## Позбавлення звання
Звання позбавляють рішенням Броварської міської ради за поданням комісії з розгляду кандидатур на присвоєння звання «Почесний громадянин міста Бровари» у випадку набуття чинності стосовно особи обвинувального вироку суду або здійснення діяльності, несумісної з почесним званням.

## Перелік почесних громадян Броварів
За даними Броварської міської ради, станом на травень 2023 року звання «Почесний громадянин міста Бровари» мають 32 особи.
| з/п | Ім'я                           | Фото | Роки життя | Про особу та її заслуги | Дата присвоєння      |
| --- | ------------------------------ | ---- | ---------- | --- | -------------------- |
| 1   | Красовський Степан Якимович    |      | 1897—1983  | Учасник Першої та Другої світових війн, член РСДРП(б)—КПРС із 1918 року, герой СРСР. | 14 вересня 1967 року |
| 2   | Лагунова Марія Іванівна        |      | 1921—1995  | Танкістка Червоної армії, у 1943 році, під час Німецько-радянської війни, була важко поранена в боях за Броварський район. | 14 вересня 1967 року |
| 3   | Воробйов Олександр Дмитрович   |      | 1921—1995  | | 14 вересня 1967 року |
| 4   | Агапов Іван Григорович         |      | 1929—2021  | | 16 березня 1993 року |
| 5   | Большеченко Олексій Гаврилович |      | 1929—2002  | | 16 березня 1993 року |
| 6   | Лемпіцький Анатолій Григорович |      | 1937       | Колишній завідувач організаційного відділу Броварського районного комітету комсомолу. | 28 січня 1997 року   |
| 7   | Багач Олександр Миколайович    |      | 1966       | | 10 вересня 1997 року |
| 8   | Бєлік Володимир Іванович       |      | 1937       | | 12 вересня 2001 року |
| 9   | Дудар Михайло Іванович         |      | 1948       | | 12 вересня 2001 року |
| 10  | Кутовий Володимир Олексійович  |      | 1939—2005  | | 12 вересня 2001 року |
| 11  | Сокур Іван Павлович            |      | 1941—2010  | Головний лікар Броварської центральної районної лікарні (1982—2010), Заслужений лікар України (1992), удостоєний орденів «Знак пошани», «За заслуги» ІІ та ІІІ (1997) ступенів, княгині Ольги ІІ ступеню. Старший брат Петра Сокура. | 12 вересня 2001 року |
| 12  | Федоренко Микола Костянтинович |      | 1930—2012  | Батько Сергія Федоренка, очільника Партії регіонів у Броварах і особистого масажиста Миколи Азарова. | 12 вересня 2001 року |
| 13  | Зіновська Лідія Василівна      |      | 1940       | | 9 вересня 2004 року  |
| 14  | Кирилюк Микола Феодосійович    |      | 1938—2017  | | 8 вересня 2005 року  |
| 15  | Прус Євген Мартинович          |      | 1917—2017  | | 8 вересня 2005 року  |
| 16  | Шкуренко Петро Власович        |      | 1945—2015  | Головний лікар дитячої лікарні міста Броварів. | 21 вересня 2006 року |
| 17  | Бунь Михайло Федорович         |      | 1932—2018  | Малолітній член ОУНР та УПА, політв'язень, громадський та політичний діяч, колишній голова Броварського осередку Народного руху України, колишній депутат Броварської районної ради. | 20 вересня 2007 року |
| 18  | Жо (Жозеф) Спекулянт           |      | 1920—2022  | | 20 вересня 2007 року |
| 19  | Петренко Іван Зосевич          |      | 1948       | | 28 серпня 2008 року  |
| 20  | Колесніченко Павло Леонтійович |      | 1932—2018  | | 17 вересня 2009 року |
| 21  | Бурець Лідія Тимофіївна        |      | 1939—2013  | | 14 вересня 2010 року |
| 22  | Ліщинський Василь Вікторович   |      | 1964—2015  | | 14 вересня 2010 року |
| 23  | Макаренко Геннадій Петрович    |      | 1927—2015  | | 14 вересня 2010 року |
| 24  | Лисенко Микола Григорович      |      | 1927—2014  | Український історик, дослідник радянських репресій, таємниці поховань у Биківнянських могилах. Перший голова Народного Руху України у Броварах, один із фундаторів Українського товариства «Меморіал». Звання «Почесний громадянин міста Бровари» присвоїли посмертно. | 19 вересня 2014 року |
| 25  | Дворянець Антоніна Григорівна  |      | 1952—2014  | Учасниця Євромайдану, одна із загиблих під час подій 18 лютого 2014 року в Києві. Учасник ліквідації аварії на ЧАЕС. Герой України. Звання «Почесний громадянин міста Бровари» присвоїли посмертно. | 19 вересня 2014 року |
| 26  | Троценко Василь Миколайович    |      | 1947—2021  | | 24 вересня 2015 року |
| 27  | Юрченко Микола Свиридович      |      | 1940       | Ветеран - будівельник.Лауреат Премії Ради Міністрів СРСР (1981р.). Нагороджений грамотою Президії Верховної Ради Української РСР(1982р.). Освіта вища. Закінчив Київський інженерно-будівельний інститут 1968 році. Працюав на Броварському заводі порошкової металургії з 1962 по 1994 роки на посаді начальника управління капітального будівництва. За його безпосередньою участю побудований та введений в експлуатацію перший в УРСР комплексний завод по випуску залізних порошків та ввиробів із них та інші коомплекси. Вагомий вклад внесений у будівництво об'єктів Броварського промвузла по забезпеченню м.Бровари енергоносіями: газом, електроенергією, теплом, водою, каналізацією, а також житлових та соцкультпобутових, шкільних і дошкільних об'єктів.[джерело?] | 29 березня 2018 року |
| 28  | Шпиг Федір Іванович            |      | 1956—2020  | Звання «Почесний громадянин міста Бровари» присвоїли посмертно. | 4 червня 2020 року   |
| 29  | Овдієнко Марія Григорівна      |      | 1948       | Українська дисидентка, письменниця, видавниця, краєзнавиця, наукова співробітниця Броварського краєзнавчого музею. | 4 червня 2020 року   |
| 31  | Саєнко Петро Мойсеєвич         |      | 1948–2020  | Український релігійний діяч, пастор та єпископ. Народився в селі Савенці на Київщині. З 1969 року проживав у Броварах, де працював водієм, а згодом служив дияконом і пастором місцевої церкви. У 1991 році емігрував до США, де з 1993 по 2020 рік був старшим пастором церкви «Слов'янський християнський центр» у місті Такома, штат Вашингтон. Під його керівництвом церква стала однією з найбільших п'ятидесятницьких громад у діаспорі, налічуючи понад 2300 членів. Петро Саєнко активно сприяв встановленню побратимських відносин між Броварами та Такомою. У 2021 році йому посмертно присвоєно звання «Почесний громадянин міста Бровари». | 2021                 |
| 32  | Варфоломій I                   |      | 1940       | 270-й і чинний архиєпископ Константинополя та Вселенський патріарх з 2 листопада 1991 року. | 25 травня 2023 року  |